# Neostigmina
La neostigmina es un parasimpaticomimético, específicamente un inhibidor reversible de la enzima colinesterasa. Por su interferencia en el metabolismo de la acetilcolina, la neostigmina actúa como un agonista indirecto tanto de receptores muscarínicos como nicotínicos. No es capaz de cruzar la barrera hematoencefálica debido a que es una amina cuaternaria, en cambio la fisostigmina al ser una amina terciaria si cruza dicha barrera. Aeschlimann y Reinert sintetizaron la neostigmina por primera vez por  en 1931.

## Farmacología
La neostigmina es un medicamento que ejerce su función en anestesiología a nivel de la placa mioneural, lugar donde predominan receptores nicotínicos. Sin embargo, la neostigmina es también capaz de tener efecto en receptores muscarínicos. El volumen de distribución es relativamente grande, aproximadamente 0,7 L/Kg.

## Mecanismo
La neostigmina se une reversiblemente al sitio aniónico de la colinesterasa. El fármaco bloquea el sitio activo destinado para la acetilcolinesterasa, de modo que la enzima pierde su capacidad de deshacerse de las moléculas de acetilcolina antes de que lleguen a los receptores que se encuentran en la membrana postsináptica. Esto permite que se alcance el umbral que dispara un nuevo impulso nervioso a la neurona distal. En pacientes con pocos receptores de la acetilcolina, como es caso en la miastenia gravis, al bloquear la acción de la acetilcolinesterasa se permite que la acetilcolina tenga oportunidad de unirse a sus receptores e impulsar una contracción muscular.

## Usos clínicos
La neostigmina es usado para mejorar el tono muscular en pacientes con miastenia gravis y, de rutina, se usa en anestesiología, al final de una operación quirúrgica para revertir los efectos de relajantes musculares no-despolarizante, como es el caso de rocuronio y vecuronio.
En algunos casos se usa en casos de retención urinaria resultado de anestesia general y para el tratamiento de toxicidad por drogas curariformes.
Otra indicación para el uso de la neostigmina es en el síndrome de Ogilvie, una pseudo-obstrucción del colon en pacientes críticamente enfermos.
También es utilizada en el tratamiento de la miastenia gravis, enfermedad autoinmune con formación de anticuerpos contra el receptor de aceticolina nicotínico, debido a que aumenta las concentraciones de acetilcolina en el espacio sináptico y de esta manera permite que la acetilcolina tenga más oportunidad de interactuar con su receptor con el fin de producir la contracción muscular.
La neostigmina causará bradicardia por disminución de la conducción en el nódulo AV del corazón, por lo que su uso se ve acompañado de drogas parasimpaticolíticas como la atropina o glicopirrolato.

## Efectos secundarios
La neostigmina puede actuar sobre el músculo liso del tracto gastrointestinal y de los pulmones, por lo que puede producir vómitos y broncoconstricción, respectivamente.